# کلین خالصه
کلین خالصه، روستایی از توابع بخش شریف‌آباد شهرستان پاکدشت در استان تهران ایران است. بیشتر مردم این روستا از ایل هداوند و قوم لر می‌باشند.
محدث بزرگ شیعه ابوجعفر محمد بن یعقوب معروف به ثقةالاسلام کلینی (شیخ کلینی) صاحب کتاب الکافی، اهل این روستا بوده و مقبرهٔ پدرش یعقوب بن اسحاق نیز در آنجا واقع است و بقعه ای دارد.

## جمعیت
این روستا در دهستان کریم‌آباد قرار دارد و براساس سرشماری مرکز آمار ایران در سال ۱۳۸۵، جمعیت آن ۲٬۱۱۳ نفر (۵۲۳خانوار) بوده است.